# AMC-34
AMC 34는 프랑스 육군 기병대용으로 제2차 세계 대전 전에 개발된 프랑스제 경전차였다. 이 차량은 본격적으로 생산되기 전에 중단되었고, 생산된 소수의 차량은 제2차 세계 대전 당시 프랑스 전투가 벌어질 즈음에는 운용이 중지되었다.

## 상세 사항

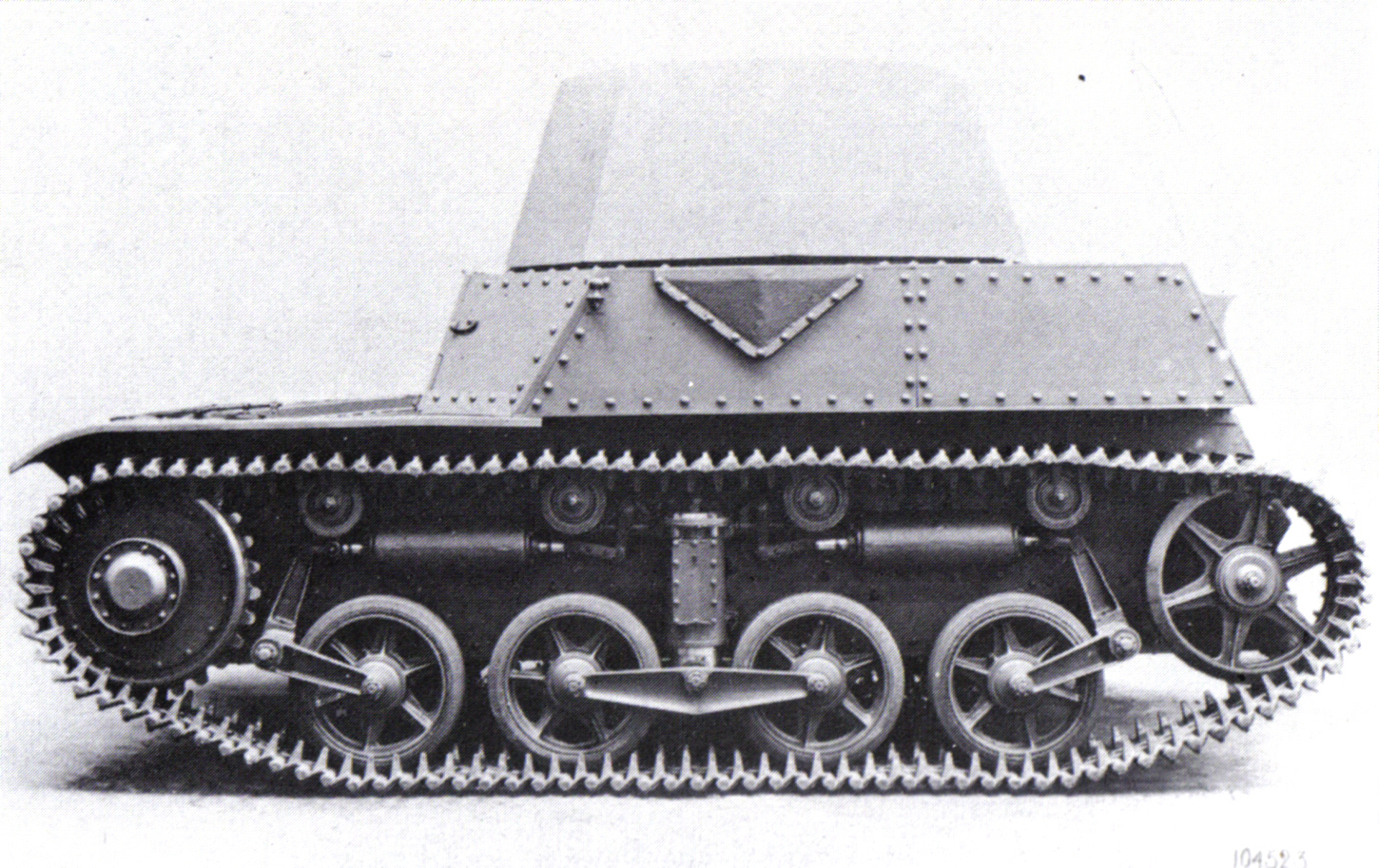
AMC-34

이 차량은 길이 3.98m, 폭 2.07m의 소형 차량이다. 이 차량의 완충 장치(suspension)은 AMR-33과 똑같지만, 생산형에서는 AMR-35용으로 개발된 것을 사용한다. 중앙 보기륜은 수직 스프링 방식이나, 앞과 뒤의 다른 개의 바퀴는 유압식 수평 스프링 방식을 채택했다. 차체 오른쪽에 배치된 7.125리터 용량의 8기통 120마력 엔진은 최고 속도 40km를 냈으며, 항속거리는 200km였다. 조종수는 차체 왼쪽에 앉았으며, 전면 해치와 뒤쪽에 탈출용 문이 있었다. 장갑은 20mm였으며, 차체 무게는 9.7톤이었다.

## 운용 역사

### 1934년 계획
첫 번째 차량이 인도되기 전에 프랑스 전차 생산의 질과 양 모두를 향상시키기 위한 "1934년 계획"의 일부로 AMC의 설계 사양 변경이 1934년 6월 26일에 결정되었다. AMC의 장갑은 대전차포를 견뎌내야만 했다. 그러나, AMC34는 추가 중량을 감당해낼 수 없었기 때문에, 결국 AMC-35로 재설계되었고, 프랑스군은 원형 AMC-34를 더 이상 발주를 내지 않았다.

## 외부 추가 정보
- 제2차 세계 대전 차량
- Chars-francais.net
- AMC-34 관련 사진
- AMC-34 관련 사진